# Уједињено Краљевство на Светском првенству у атлетици у дворани 2018.
Уједињено Краљевство је учествовало на 17. Светском првенству у атлетици у дворани 2018. одржаном у Бирмингему од 1. до 4. марта седамнаести пут, односно учествовало је на свим првенствима до данас. Уједињено Краљевство је пријавило 24 такмичара (11 мушкарца и 13 жена) који су се такмичили у 13 дисциплина (6 мушких и 7 женских).,
На овом првенству Уједињено Краљевство је по броју освојених медаља заузела 4 место са 7 освојених медаља (2 златне, 1 сребрна и 4 бронзане). Поред тога изједначен је 1 национални рекорда и остварена су 5 лична резултата сезоне.
У табели успешности према броју и пласману такмичара који су учествовали у финалним такмичењима (првих 8 такмичара) Уједињено Краљевство је са 13 учесника у финалу заузело 2 место са 67 бодова.
| Плас. | Земља            | 1. место | 2. место | 3. место | 4. место | 5. место | 6. место | 7. место | 8. место | Бр. финал. | Бод. |
| ----- | ---------------- | -------- | -------- | -------- | -------- | -------- | -------- | -------- | -------- | ---------- | ---- |
| 2.    | Велика Британија | 2        | 1        | 4        | 2        | 0        | 3        | 0        | 1        | 13         | 67   |

## Учесници
| Мушкарци: - Чиџинду Уџа — 60 м - Ендру Робертсон — 60 м - Ли Томпсон — 400 м, 4х400 м - Елиот Џајлс — 800 м - Крис О’Хер — 1.500 м - Џејк Вајтман — 1.500 м - Џонатан Дејвис — 3.000 м - Дејвид Кинг — 60 м препоне - Ендру Пози — 60 м препоне - Себастијан Роџер — 4х400 м - Грант Плендерлит — 4х400 м - Ефекемо Окоро — 4х400 м - Овен Смит — 4х400 м - Јамал Роден-Стивенс — 4х400 м - Роберт Грабарз — Скок увис | Жене: - Аша Филип — 60 м - Бјанка Вилијамс — 60 м - Ејлид Дојл — 400 м, 4х400 м - Зои Кларк — 400 м, 4х400 м - Шелајна Оскан-Кларк — 800 м - Мхаири Хендри — 800 м - Лора Мјур — 1.500 м, 3.000 м - Ајлиш Маколган — 1.500 м, 3.000 м - Мерилин Нвавулор — 60 м препоне - Меган Марс — 60 м препоне - Ејми Алкок — 4х400 м - Ањика Онура — 4х400 м - Хана Вилијамс — 4х400 м - Меган Бизли — 4х400 м - Морган Лејк — скок увис - Катарина Џонсон-Томпсон — Петобој |  |

## Освајачи медаља (7)

### Злато (2)
- Ендру Пози — 60 м препоне
- Катарина Џонсон-Томпсон — Петобој

### Сребро (1)
- Лора Мјур — 1.500 м

### Бронза (4)
- Ејлид Дојл — 400 м
- Шелајна Оскан-Кларк — 800 м
- Лора Мјур — 3.000 м
- Меган Бизли, Хана Вилијамс,
 Ејми Алкок, Зои Кларк — 4x400 м

## Резултати

### Мушкарци
| Атлетичар           | Дисциплина   | Лични рекорд | Квалификације  | Квалификације | Полуфинале           | Полуфинале      | Финале                | Финале               | Детаљи |
| Атлетичар           | Дисциплина   | Лични рекорд | Резултат       | Место         | Резултат             | Место           | Резултат              | Место                | Детаљи |
| ------------------- | ------------ | ------------ | -------------- | ------------- | -------------------- | --------------- | --------------------- | -------------------- | ------ |
| Чиџинду Уџа         | 60 м         | 6,53         | 6,59 (.586) КВ | 1. у гр. 5    | дисквалификован      | дисквалификован | Није се квалификовао  | Није се квалификовао |        |
| Ендру Робертсон     | 60 м         | 6,54         | 6,74 (.738) кв | 4. у гр. 4    | 6,63 (.626)          | 5. у гр. 3      | Нису се квалификовали | 13 / 49 (52)         |        |
| Ли Томпсон          | 400 м        | 46,23        | 46,81          | 2. у гр. 5    | 47,14 (.136)         | 6. у гр. 2      | Нису се квалификовали | 14 / 25 (32)         |        |
| Елиот Џајлс         | 800 м        | 1:47,61      | 1:45,46 КВ, ЛР | 2. у гр. 1    |                      |                 | 1:48,22               | 4 / 9 (10)           |        |
| Крис О’Хер          | 1.500 м      | 3:37,03      | 3:42,46 кв     | 5. у гр. 1    | 4:00,65              | 8 / 19 (24)     |                       |                      |        |
| Џејк Вајтман        | 1.500 м      | 3:37,43      | 3:47,23 КВ     | 1. у гр. 3    | 3:58,91              | 6 / 19 (24)     |                       |                      |        |
| Џонатан Дејвис      | 3.000 м      | 7:50,18      | 8:21,73        | 6. у гр. 2    | Није се квалификовао | 16 / 16 (22)    |                       |                      |        |
| Дејвид Кинг         | 60 м препоне | 7,63         | 7,69 (.686) КВ | 4. у гр. 1    | 7,70 (.698)          | 6. у гр. 1      | Није се квалификовао  | 18 / 37 (38)         |        |
| Ендру Пози          | 60 м препоне | 7,43         | 7,53 КВ, ЛРС   | 1. у гр. 4    | 7,46 КВ, ЛРС         | 1. у гр. 2      | 7,46                  |                      |        |
| Овен Смит           | 4 х 400 м    | 3:03,20 НР   | 3:05,29 НРС    | 2. у гр. 2    |                      |                 | 3:05,08 НРС           | 6 / 8 (10)           |        |
| Грант Плендерлит    | 4 х 400 м    | 3:03,20 НР   | 3:05,29 НРС    | 2. у гр. 2    |                      |                 | 3:05,08 НРС           | 6 / 8 (10)           |        |
| Јамал Роден-Стивенс | 4 х 400 м    | 3:03,20 НР   | 3:05,29 НРС    | 2. у гр. 2    |                      |                 | 3:05,08 НРС           | 6 / 8 (10)           |        |
| Ли Томпсон          | 4 х 400 м    | 3:03,20 НР   | 3:05,29 НРС    | 2. у гр. 2    |                      |                 | 3:05,08 НРС           | 6 / 8 (10)           |        |
| Себастијан Роџер*   | 4 х 400 м    | 3:03,20 НР   | 3:05,29 НРС    | 2. у гр. 2    |                      |                 | 3:05,08 НРС           | 6 / 8 (10)           |        |
| Роберт Грабарз      | Скок увис    | 2,34         |                |               |                      |                 | 2,20                  | 9 / 11               |        |

- Такмичар у штафети који је обележен звездицом трчао је у квалификацијама.

### Жене
| Атлетичарка         | Дисциплина   | Лични рекорд | Квалификације   | Квалификације | Полуфинале            | Полуфинале            | Финале                | Финале       | Детаљи |
| Атлетичарка         | Дисциплина   | Лични рекорд | Резултат        | Место         | Резултат              | Место                 | Резултат              | Место        | Детаљи |
| ------------------- | ------------ | ------------ | --------------- | ------------- | --------------------- | --------------------- | --------------------- | ------------ | ------ |
| Аша Филип           | 60 м         | 7,06 НР      | 7,18 (.173) КВ  | 2. у гр. 5    | 7,13                  | 5. у гр. 1            | Нису се квалификовале | 7 / 47       |        |
| Бјанка Вилијамс     | 60 м         | 7,26         | 7,31 (.302) кв  | 4. у гр. 1    | 7,26 ЛР               | 6. у гр. 3            | Нису се квалификовале | 17 / 47      |        |
| Ејлид Дојл          | 400 м        | 51,45        | 52,31 КВ        | 2. у гр. 5    | 52,15 КВ              | 2. у гр. 1            | 51,60 ЛР              |              |        |
| Зои Кларк           | 400 м        | 52,12        | 52,75 (.749) КВ | 1. у гр. 3    | 52,63 (.624) КВ       | 2. у гр. 2            | 52,16                 | 6 / 31 (34)  |        |
| Шелајна Оскан-Кларк | 800 м        | 2:00,06      | 2:01,76 КВ      | 1. у гр. 2    |                       |                       | 1:59,81               |              |        |
| Мхаири Хендри       | 800 м        | 2:01,30      | 2:02,65         | 3. у гр. 3    | Нису се квалификовале | 9 / 14 (15)           |                       |              |        |
| Ајлиш Маколган      | 1.500 м      | 4:08,07      | 4:13,32         | 6. у гр. 2    | Нису се квалификовале | 20 / 25 (26)          |                       |              |        |
| Лора Мјур           | 1.500 м      | 4:02,39 НР   | 4:06,54 КВ      | 2. у гр. 1    | 4:06,23               |                       |                       |              |        |
| Лора Мјур           | 3.000 м      | 8:26,41 НР   |                 |               |                       |                       | 8:45,78 ЛРС           |              |        |
| Ајлиш Маколган      | 3.000 м      | 8:43,02      | 9:01,32         | 10 / 14       |                       |                       |                       |              |        |
| Мерилин Нвавулор    | 60 м препоне | 8,13         | 8,22            | 6. у гр. 3    | Нису се квалификовале | Нису се квалификовале | Нису се квалификовале | 26 / 36 (37) |        |
| Меган Марс          | 60 м препоне | 8,16         | 8,28            | 6. у гр. 2    | Нису се квалификовале | Нису се квалификовале | Нису се квалификовале | 29 / 36 (37) |        |
| Меган Бизли         | 4 х 400 м    | 3:27,56 НР   | 3:32,57 КВ, НРС | 2. у гр. 1    |                       |                       | 3:29,38 НРС           |              |        |
| Хана Вилијамс       | 4 х 400 м    | 3:27,56 НР   | 3:32,57 КВ, НРС | 2. у гр. 1    |                       |                       | 3:29,38 НРС           |              |        |
| Ејми Алкок          | 4 х 400 м    | 3:27,56 НР   | 3:32,57 КВ, НРС | 2. у гр. 1    |                       |                       | 3:29,38 НРС           |              |        |
| Зои Кларк           | 4 х 400 м    | 3:27,56 НР   | 3:32,57 КВ, НРС | 2. у гр. 1    |                       |                       | 3:29,38 НРС           |              |        |
| Ањика Онура*        | 4 х 400 м    | 3:27,56 НР   | 3:32,57 КВ, НРС | 2. у гр. 1    |                       |                       | 3:29,38 НРС           |              |        |
| Морган Лејк         | скок увис    | 1,94         |                 |               |                       |                       | 1,93 ЛРС              | 4 / 13       |        |

- Такмичарка у штафети која је обележена звездицом трчала је у квалификацијама.

#### Петобој
| Дисциплина   | Катарина Џонсон-Томпсон | Катарина Џонсон-Томпсон | Катарина Џонсон-Томпсон | Катарина Џонсон-Томпсон | Катарина Џонсон-Томпсон | Катарина Џонсон-Томпсон |
| Дисциплина   | Лич. рек.               | Резултат                | Бод.                    | Плас.                   | Укупно                  | Плас.                   |
| ------------ | ----------------------- | ----------------------- | ----------------------- | ----------------------- | ----------------------- | ----------------------- |
| 60 м препоне | 8,18                    | 8,36 ЛРС                | 1.048                   | 6.                      | 1.048                   | 6.                      |
| Скок увис    | 1,97                    | 1,91                    | 1.119                   | 1.                      | 2.167                   | 1.                      |
| Бацање кугле | 12,32                   | 12,68 ЛР                | 706                     | 9.                      | 2.873                   | 3.                      |
| Скок удаљ    | 6,93                    | 6,50                    | 1.007                   | 1.                      | 3.880                   | 1.                      |
| 800 м        | 2:12,78                 | 2:16,63 ЛРС             | 870                     | 1.                      | 4.750                   | 1.                      |
| Петобој      | 5.000                   |                         |                         |                         | 4.750                   |                         |